# Хараппа

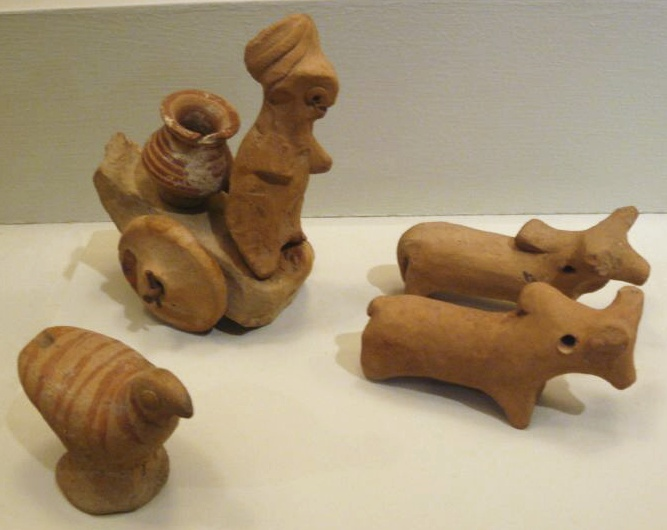
Миниатюрные вотивные фигурки или игрушки из Хараппы, около 2500. Терракота со следами полихромии

Хараппа (урду ہڑپہ‎, англ. Harappa) — древнеиндийский город, один из главных центров хараппской цивилизации (3 тыс. — XVII–XVI вв. до н. э.). Расположен близ старого русла реки Рави, в округе Сахивал в Пакистане (территория современного Пенджаба).
«Хараппа» не является изначальным названием города. Это название дано ему по современному городку Хараппа, расположенному в 6 километрах от древнего города. Современная Хараппа — железнодорожная станция, оставшаяся со времён британской колонизации. Сейчас это небольшой придорожный городок с населением около 15 тыс. чел. Древняя Хараппа обнаружена в 1920-х гг., с того времени ведутся археологические раскопки.
Обнаружены руины укреплённого города Бронзового века, который в своё время был одним из крупнейших городов. Население его составляло около 23,5 тыс. чел. Руины древней Хараппы были сильно повреждены во времена британского владычества в Индии, когда её кирпичи использовались для строительства железной дороги Лахор — Мултан.
На этом месте планировалось строительство парка развлечений, которое было отменено в 2005 году, после того, как на ранней стадии строительства было обнаружено множество археологических артефактов. Благодаря обращению выдающегося археолога Пакистана Ахмеда Хасана Дани в Министерство культуры было принято решение о восстановлении города.